# Bahnstrecke Harlösa–Bjärred
| Triebwagen BLHJ 7 und E-Lok BLHJ 6 vor dem Lokschuppen in Lunds Västra in den 1930er Jahren |                              |                                                       |                                                       |
| Streckenlänge: | 34 km                        |                                                       |                                                       |
| Spurweite: | 1435 mm (Normalspur)         |                                                       |                                                       |
| Stromsystem: | 15 kV / 15 Hz Bjärred–Lund ~ |                                                       |                                                       |
| Maximale Neigung: | 16 ‰                         |                                                       |                                                       |
| Minimaler Radius: | 300 m                        |                                                       |                                                       |
| Streckengeschwindigkeit: | 50 km/h                      |                                                       |                                                       |
| |                              |                                                       |                                                       |
| \| \| \| Dalby–Harlösa–Bjärsjölagård Järnväg von Bjärsjölagård \| \| \| \| \| Landskrona–Kävlinge–Sjöbo Järnväg von Sjöbo \| \| \| \| 23,6 \| Harlösa \| 1906– \| \| \| \| Dalby–Harlösa–Bjärsjölagård Järnväg nach Dalby \| \| \| \| \| Landskrona–Kävlinge–Sjöbo Järnväg nach Landskrona \| \| \| \| \| Kävlingeån \| \| \| \| 21,4 \| Revingehed \| 1905–1978 \| \| \| 19,5 \| Revingeby (Revinge) \| 1905–1939 \| \| \| 18,1 \| Revinge grusgrop \| Revinge grusgrop \| \| \| 15 \| Skatteberga \| 1905–1939 \| \| \| 13,9 \| Mossavägen \| Mossavägen \| \| \| 11,7 \| Södra Sandby \| 1905–1939 \| \| \| 9,5 \| Fågelsång \| 1905–1939 \| \| \| 8,7 \| Sularp Grustag \| Sularp Grustag \| \| \| 7,8 \| Hardeberga \| 1905–1965 \| \| \| \| Stenbrott \| –1965 \| \| \| 6,6 \| Kungsmarken \| Kungsmarken \| \| \| 5,2 \| Arendala \| 1906–1939 \| \| \| 3 \| Vipeholm \| Vipeholm \| \| \| 2,2 \| Lund Ö \| 1905–1939 \| \| \| 1 \| Lund S \| 1905–1966 \| \| \| \| Landskrona–Lund–Trelleborgs Järnväg von Trelleborg \| \| \| \| \| \| \| \| \| \| \| \| \| \| 0 \| Högevall \| Högevall \| \| \| \| \| \| \| \| \| Södra stambanan von Malmö \| \| \| \| 0 \| Lund V \| Lund V \| \| \| \| Lund C \| \| \| \| \| \| \| \| \| \| Södra stambanan nach Stockholm \| \| \| \| 2,9 \| Nybble \| 1901–1939 \| \| \| 4,1 \| Gammelmark \| 1901–1939 \| \| \| 5,5 \| Fjelie (Fjälie) \| 1901–1955 \| \| \| 7,3 \| Leråkra \| 1901–1955 \| \| \| \| \| \| \| \| \| Malmö–Billesholms Järnväg von Malmö C \| \| \| \| 8,2 \| Flädie SJ (früher Malmö–Billesholms Järnväg) \| Flädie SJ (früher Malmö–Billesholms Järnväg) \| \| \| \| Malmö–Billesholms Järnväg nach Billesholm \| \| \| \| 8,8 \| Kanik \| 1904–1939 \| \| \| 10,8 \| Bjärred \| 1901–1939 \| |                              |                                                       |                                                       |
| Strecke (außer Betrieb) |                              | Dalby–Harlösa–Bjärsjölagård Järnväg von Bjärsjölagård | Dalby–Harlösa–Bjärsjölagård Järnväg von Bjärsjölagård |
| Abzweig geradeaus und von links (Strecke außer Betrieb) |                              | Landskrona–Kävlinge–Sjöbo Järnväg von Sjöbo           | Landskrona–Kävlinge–Sjöbo Järnväg von Sjöbo           |
| Bahnhof (Strecke außer Betrieb) | 23,6                         | Harlösa                                               | 1906–                                                 |
| Abzweig geradeaus und nach links (Strecke außer Betrieb) |                              | Dalby–Harlösa–Bjärsjölagård Järnväg nach Dalby        | Dalby–Harlösa–Bjärsjölagård Järnväg nach Dalby        |
| Abzweig geradeaus und nach rechts (Strecke außer Betrieb) |                              | Landskrona–Kävlinge–Sjöbo Järnväg nach Landskrona     | Landskrona–Kävlinge–Sjöbo Järnväg nach Landskrona     |
| Brücke über Wasserlauf (Strecke außer Betrieb) |                              | Kävlingeån                                            | Kävlingeån                                            |
| Bahnhof (Strecke außer Betrieb) | 21,4                         | Revingehed                                            | 1905–1978                                             |
| Bahnhof (Strecke außer Betrieb) | 19,5                         | Revingeby (Revinge)                                   | 1905–1939                                             |
| Blockstelle (Strecke außer Betrieb) | 18,1                         | Revinge grusgrop                                      | Revinge grusgrop                                      |
| Haltepunkt / Haltestelle (Strecke außer Betrieb) | 15                           | Skatteberga                                           | 1905–1939                                             |
| Haltepunkt / Haltestelle (Strecke außer Betrieb) | 13,9                         | Mossavägen                                            | Mossavägen                                            |
| Bahnhof (Strecke außer Betrieb) | 11,7                         | Södra Sandby                                          | 1905–1939                                             |
| Haltepunkt / Haltestelle (Strecke außer Betrieb) | 9,5                          | Fågelsång                                             | 1905–1939                                             |
| Abzweig geradeaus und nach links (Strecke außer Betrieb) | 8,7                          | Sularp Grustag                                        | Sularp Grustag                                        |
| Bahnhof (Strecke außer Betrieb) | 7,8                          | Hardeberga                                            | 1905–1965                                             |
| Abzweig geradeaus und nach links (Strecke außer Betrieb) |                              | Stenbrott                                             | –1965                                                 |
| Haltepunkt / Haltestelle (Strecke außer Betrieb) | 6,6                          | Kungsmarken                                           | Kungsmarken                                           |
| Haltepunkt / Haltestelle (Strecke außer Betrieb) | 5,2                          | Arendala                                              | 1906–1939                                             |
| Blockstelle (Strecke außer Betrieb) | 3                            | Vipeholm                                              | Vipeholm                                              |
| Haltepunkt / Haltestelle (Strecke außer Betrieb) | 2,2                          | Lund Ö                                                | 1905–1939                                             |
| Bahnhof (Strecke außer Betrieb) | 1                            | Lund S                                                | 1905–1966                                             |
| Strecke (außer Betrieb) |                              | Landskrona–Lund–Trelleborgs Järnväg von Trelleborg    | Landskrona–Lund–Trelleborgs Järnväg von Trelleborg    |
| Abzweig ehemals geradeaus und von links · Strecke nach rechts |                              |                                                       |                                                       |
| Strecke von links (außer Betrieb) · Abzweig geradeaus und ehemals nach rechts |                              |                                                       |                                                       |
| Haltepunkt / Haltestelle Streckenende (Strecke außer Betrieb) · Strecke | 0                            | Högevall                                              | Högevall                                              |
| Strecke von links · Strecke nach rechts |                              |                                                       |                                                       |
| Abzweig geradeaus und von links |                              | Södra stambanan von Malmö                             | Södra stambanan von Malmö                             |
| Strecke · Kopfbahnhof Streckenanfang (Strecke außer Betrieb) | 0                            | Lund V                                                | Lund V                                                |
| Bahnhof · Strecke (außer Betrieb) |                              | Lund C                                                | Lund C                                                |
| Abzweig geradeaus und ehemals von links · Abzweig geradeaus und nach rechts (Strecke außer Betrieb) |                              |                                                       |                                                       |
| Strecke · Strecke (außer Betrieb) |                              | Södra stambanan nach Stockholm                        | Södra stambanan nach Stockholm                        |
| Haltepunkt / Haltestelle (Strecke außer Betrieb) | 2,9                          | Nybble                                                | 1901–1939                                             |
| Haltepunkt / Haltestelle (Strecke außer Betrieb) | 4,1                          | Gammelmark                                            | 1901–1939                                             |
| Bahnhof (Strecke außer Betrieb) | 5,5                          | Fjelie (Fjälie)                                       | 1901–1955                                             |
| Bahnhof (Strecke außer Betrieb) | 7,3                          | Leråkra                                               | 1901–1955                                             |
| Strecke von links (außer Betrieb) · Abzweig geradeaus und nach rechts (Strecke außer Betrieb) |                              |                                                       |                                                       |
| Abzweig ehemals geradeaus und von links · Kreuzung geradeaus oben (Strecke geradeaus außer Betrieb) |                              | Malmö–Billesholms Järnväg von Malmö C                 | Malmö–Billesholms Järnväg von Malmö C                 |
| Bahnhof · Strecke (außer Betrieb) | 8,2                          | Flädie SJ (früher Malmö–Billesholms Järnväg)          | Flädie SJ (früher Malmö–Billesholms Järnväg)          |
| Strecke · Strecke (außer Betrieb) |                              | Malmö–Billesholms Järnväg nach Billesholm             | Malmö–Billesholms Järnväg nach Billesholm             |
| Haltepunkt / Haltestelle (Strecke außer Betrieb) | 8,8                          | Kanik                                                 | 1904–1939                                             |
| Kopfbahnhof Streckenende (Strecke außer Betrieb) | 10,8                         | Bjärred                                               | 1901–1939                                             |

Die Bahnstrecke Harlösa–Bjärred war eine normalspurige schwedische Eisenbahnstrecke. Sie wurde ab dem 1. Juli 1918 von der neu gegründeten Gesellschaft Bjärred–Lund–Harlösa Järnväg (BLHJ), einer privaten Eisenbahngesellschaft, zwischen Bjärred und Harlösa betrieben.

## Bjärred–Lund–Harlösa Järnväg
Das Unternehmen wurde am 1. Juli 1918 gebildet und war ein Zusammenschluss der beiden ursprünglichen Bahngesellschaften Lund–Bjärreds Järnvägsaktiebolag (LBJ) und Lund–Revinge Järnvägsaktiebolag (LReJ). Zum gleichen Zeitpunkt gingen die Konzessionen der beiden vormaligen Gesellschaften auf die neue Gesellschaft über.
Der Verkehr war auf in den zwei Abschnitten sehr unterschiedlich. Zwischen Lund und Bjärred gab es nur geringen Güterverkehr. Der Personenverkehr, insbesondere in der Badesaison während des Sommers, war dagegen sehr umfangreich. Auf dem Abschnitt Lund–Harlösa dominierten im Güterverkehr vor allem Stein- und Kiestransporte, ferner gab es Zuckerrüben abzufahren und Militärtransporte durchzuführen.
Die beiden Streckenteile hatten keine direkte Verbindung miteinander, so dass keine durchgehenden Züge verkehren konnten.

## Triebfahrzeuge
1935/36 wurden zu den vorhandenen Triebfahrzeugen weitere Dampflokomotiven beschafft:
| Nummer | Name | Bauart    | Achsfolge | Hersteller                     | Fabr.-Nr./ Baujahr | Besonderes |
| ------ | ---- | --------- | --------- | ------------------------------ | ------------------ | --- |
| 2"     |      | Tenderlok | 1 C t     | Nydqvist och Holm, Trollhättan | 810 1906           | Lieferung an Mellersta Södermanlands Järnväg (MlSlJ), dort Nr. 2 MALMKÖPING, 1932 mit Verstaatlichung der MlSlJ an SJ und als MS 1508 bezeichnet, 1936 von SJ übernommen, 1939 an Svenska Sockerbolaget AB (SSA) verkauft, 1957 nach Hököpinge abgegeben und 1963 dem Museum in Trelleborg überlassen, 2008 nach Totalrenovierung bei Veteranjärnvägen Klippan–Ljungbyhed wieder in Betrieb genommen |
| 3"     |      | Tenderlok | C t       | Motala Verkstad, Motala        | 393 1907           | Lieferung an Statens Järnvägar (SJ), dort Ke 924, vor dem Verkauf an BLHJ Umbau zur Schlepptenderlok, nach Abbau der Wassertanks mit zweiachsigem Tender versehen, 1941 an GAW in Landskrona verkauft, 1950 verschrottet |

## Entwicklung und Stilllegung
Im Vorfeld der allgemeinen Eisenbahnverstaatlichung in Schweden wurde von der staatlichen Kommission 1936 festgestellt, dass es sich bei der Strecke Lund–Bjärred um eine uninteressante Straßenbahnlinie handelt. Für den Abschnitt Lund–Harlösa lautete die Feststellung, dass außer der Bedienung des Steinbruches in Hardeberga die Strecke ebenfalls unwichtig erscheint. Die Güterwagen vom Steinbruch könnten aber auch über Sjöbo befördert werden. Dieser Verkehr sollte mit Motorlokomotiven durchgeführt werden. Durch die ständigen Defizite waren SJ nicht an der Übernahme des Gesamtverkehrs interessiert.
Schließlich sah sich die Stadt Lund gezwungen, die Schließung der Strecke zu beantragen. Diese wurde genehmigt und der Gesamtverkehr endete offiziell am 15. Juni 1939. Wagenladungsverkehr in geringem Umfang wurde trotz des Treibstoffmangels im Zweiten Weltkrieg auf Teilstrecken durchgeführt.
Zum genannten Datum wurden auf dem Streckenabschnitt Lund Västra–Bjärred und der Zweigstrecke Flädie–Leråkra der Gesamtverkehr eingestellt. Der geringe Restverkehr zwischen Flädie und Nybble endete im Herbst 1939. Ab diesem Zeitpunkt wurde die Fahrleitung abgeschaltet. Am 15. Juni 1939 wurde der Personenverkehr zwischen Högevall und Hardeberga sowie der Gesamtverkehr zwischen Hardeberga und Harlösa eingestellt. Kies-Transporte zwischen Revingehed und Hardeberga fanden bis Juni 1940 statt.
Die Gleisanlagen der Abschnitte Bjärred–Leråkra und Fjelie–Lund Västra sowie das Teilstück Hardeberga–Revingehed wurden 1940 abgebaut.
.

## Übernahme durch SJ
Verschiedene Gleisanlagen, von denen sich SJ noch rentablen Betrieb versprach, wurden 1940 in staatlichen Besitz übernommen. Das waren der drei Kilometer lange Streckenabschnitt zwischen Flädie und Fjelie sowie das zwei Kilometer lange Streckenstück Harlösa–Revingehed. Zwischen Flädie und Fjelie wurden bis 1955 sporadisch Wagenladungen zugestellt. 1958 wurde dieses Gleis abgebaut. Der sporadische Güterverkehr auf dem Abschnitt Harlösa–Revingehed wurde bis 1978 aufrechterhalten. Der Abbau erfolgte hier 1984.
Güterverkehr durch SJ, vor allem Züge zum Steinbruch, fand auf dem Reststück zwischen Högevall und Hardeberga bis zum 8. November 1965 statt. An diesem Termin wurde der Verkehr zwischen Lund Södra und Hardeberga eingestellt. Zwischen Högevall und Lund Södra wurden Güterwagen bis zum 3. März 1966 befördert. 1966 wurde der gesamte Streckenteil abgebaut.